# Dicranota (Rhaphidolabis) nooksackensis nooksackensis
Dicranota (Rhaphidolabis) nooksackensis nooksackensis is een ondersoort van de tweevleugelige Dicranota (Rhaphidolabis) nooksackensis uit de familie Pediciidae. De ondersoort komt voor in het Nearctisch gebied.